# SERPINA9
SERPINA9 (англ. Serpin family A member 9) – білок, який кодується однойменним геном, розташованим у людей на короткому плечі 14-ї хромосоми. Довжина поліпептидного ланцюга білка становить 417 амінокислот, а молекулярна маса — 46 557.
| 10         |  | 20         |  | 30         |  | 40         |  | 50         |
| ---------- |  | ---------- |  | ---------- |  | ---------- |  | ---------- |
| MASYLYGVLF |  | AVGLCAPIYC |  | VSPANAPSAY |  | PRPSSTKSTP |  | ASQVYSLNTD |
| FAFRLYRRLV |  | LETPSQNIFF |  | SPVSVSTSLA |  | MLSLGAHSVT |  | KTQILQGLGF |
| NLTHTPESAI |  | HQGFQHLVHS |  | LTVPSKDLTL |  | KMGSALFVKK |  | ELQLQANFLG |
| NVKRLYEAEV |  | FSTDFSNPSI |  | AQARINSHVK |  | KKTQGKVVDI |  | IQGLDLLTAM |
| VLVNHIFFKA |  | KWEKPFHPEY |  | TRKNFPFLVG |  | EQVTVHVPMM |  | HQKEQFAFGV |
| DTELNCFVLQ |  | MDYKGDAVAF |  | FVLPSKGKMR |  | QLEQALSART |  | LRKWSHSLQK |
| RWIEVFIPRF |  | SISASYNLET |  | ILPKMGIQNV |  | FDKNADFSGI |  | AKRDSLQVSK |
| ATHKAVLDVS |  | EEGTEATAAT |  | TTKFIVRSKD |  | GPSYFTVSFN |  | RTFLMMITNK |
| ATDGILFLGK |  | VENPTKS    |  |            |  |            |  |            |

A: Аланін

C: Цистеїн

D: Аспарагінова кислота

E: Глутамінова кислота

F: Фенілаланін

G: Гліцин

H: Гістидин

I: Ізолейцин

K: Лізин

L: Лейцин

M: Метіонін

N: Аспарагін

P: Пролін

Q: Глутамін

R: Аргінін

S: Серин

T: Треонін

V: Валін

W: Триптофан

Кодований геном білок за функціями належить до інгібіторів протеаз, інгібіторів серинових протеаз. 
Задіяний у такому біологічному процесі, як альтернативний сплайсинг. 
Локалізований у цитоплазмі, мембрані.
Також секретований назовні.